# Vernoux-en-Vivarais
Vernoux-en-Vivarais is een gemeente in het Franse departement Ardèche (regio Auvergne-Rhône-Alpes). De plaats maakt deel uit van het arrondissement Tournon-sur-Rhône. Vernoux-en-Vivarais telde op 1 januari 2022 1.985 inwoners.

## Geografie
De oppervlakte van Vernoux-en-Vivarais bedroeg op 1 januari 2022 30,55 vierkante kilometer; de bevolkingsdichtheid was toen 65 inwoners per km².
De onderstaande kaart toont de ligging van Vernoux-en-Vivarais met de belangrijkste infrastructuur en aangrenzende gemeenten.

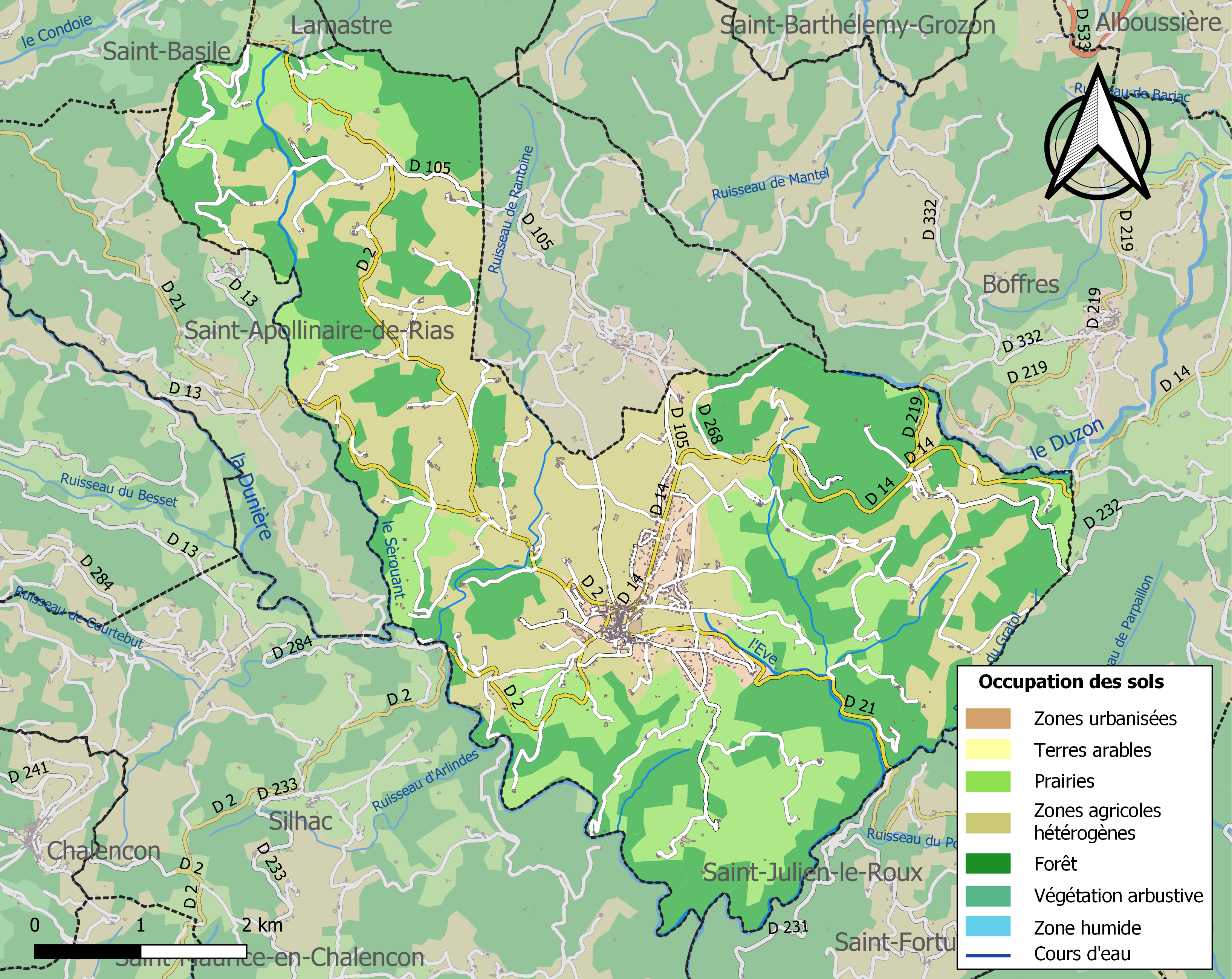

## Demografie
Onderstaande figuur toont het verloop van het inwonertal (bron: INSEE-tellingen).

Vanwege een beveiligingsprobleem met de MediaWiki Graph-software is het momenteel niet mogelijk deze grafiek weer te geven. Zodra de software is bijgewerkt zal de grafiek vanzelf weer zichtbaar worden.

## Externe links

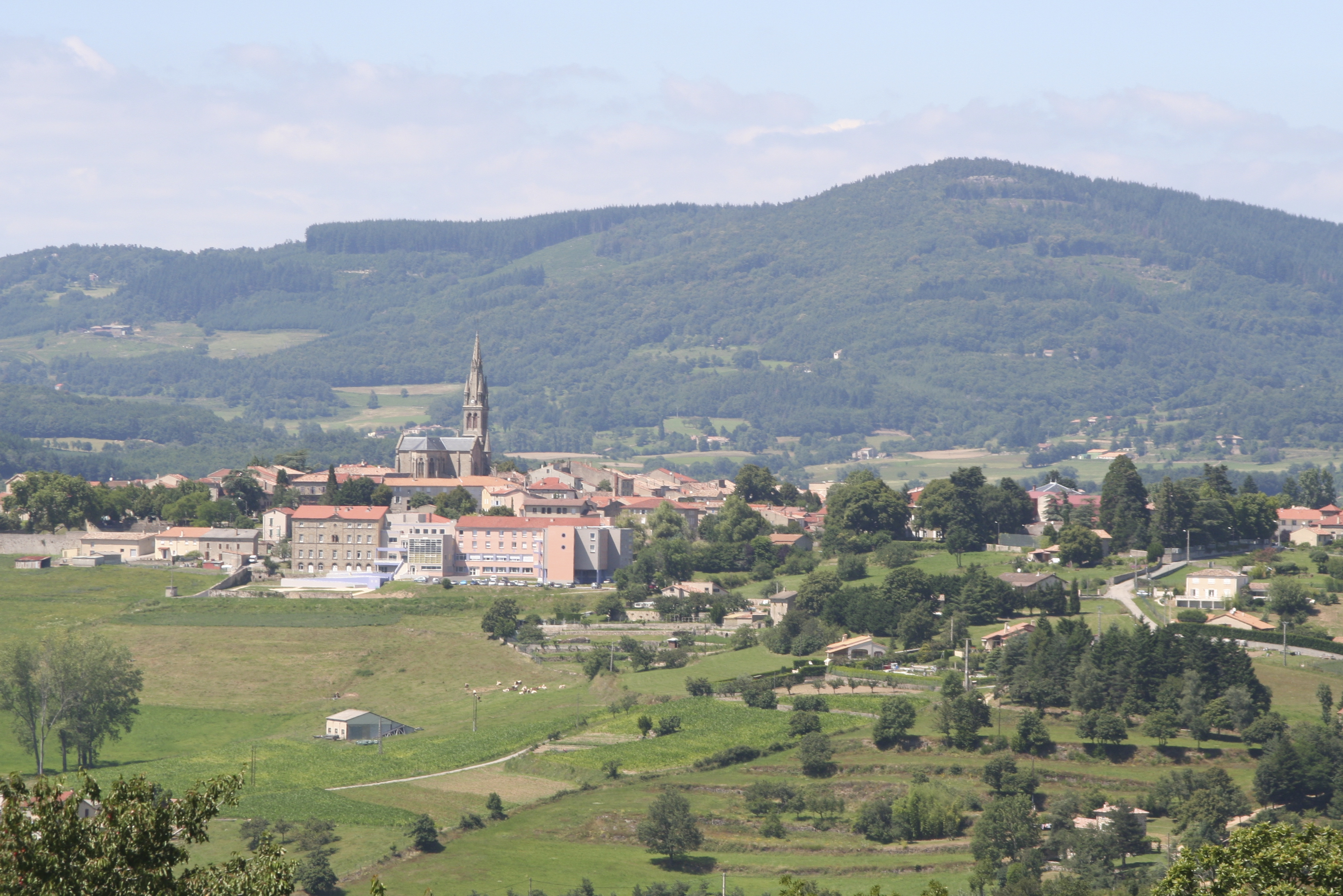
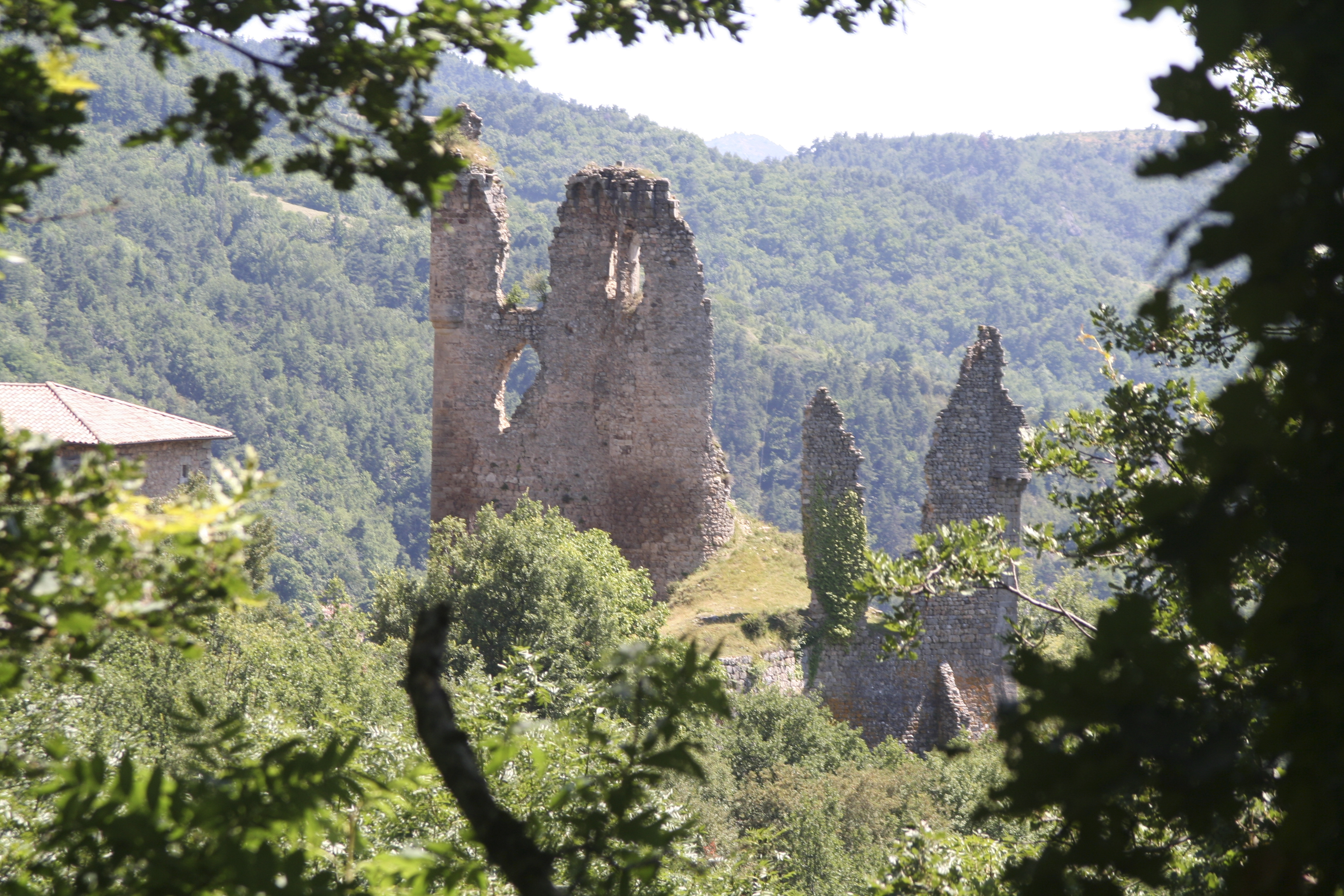
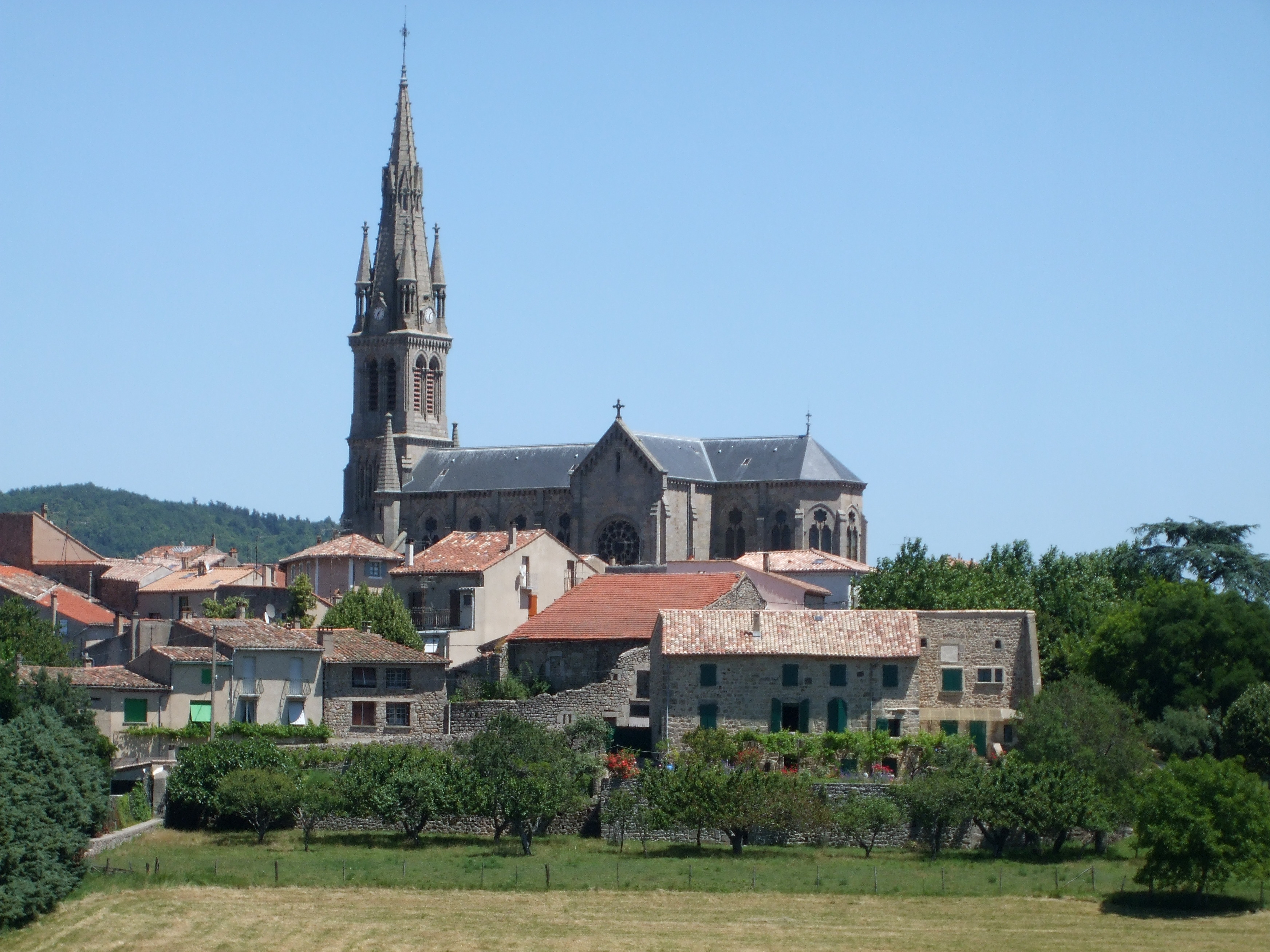
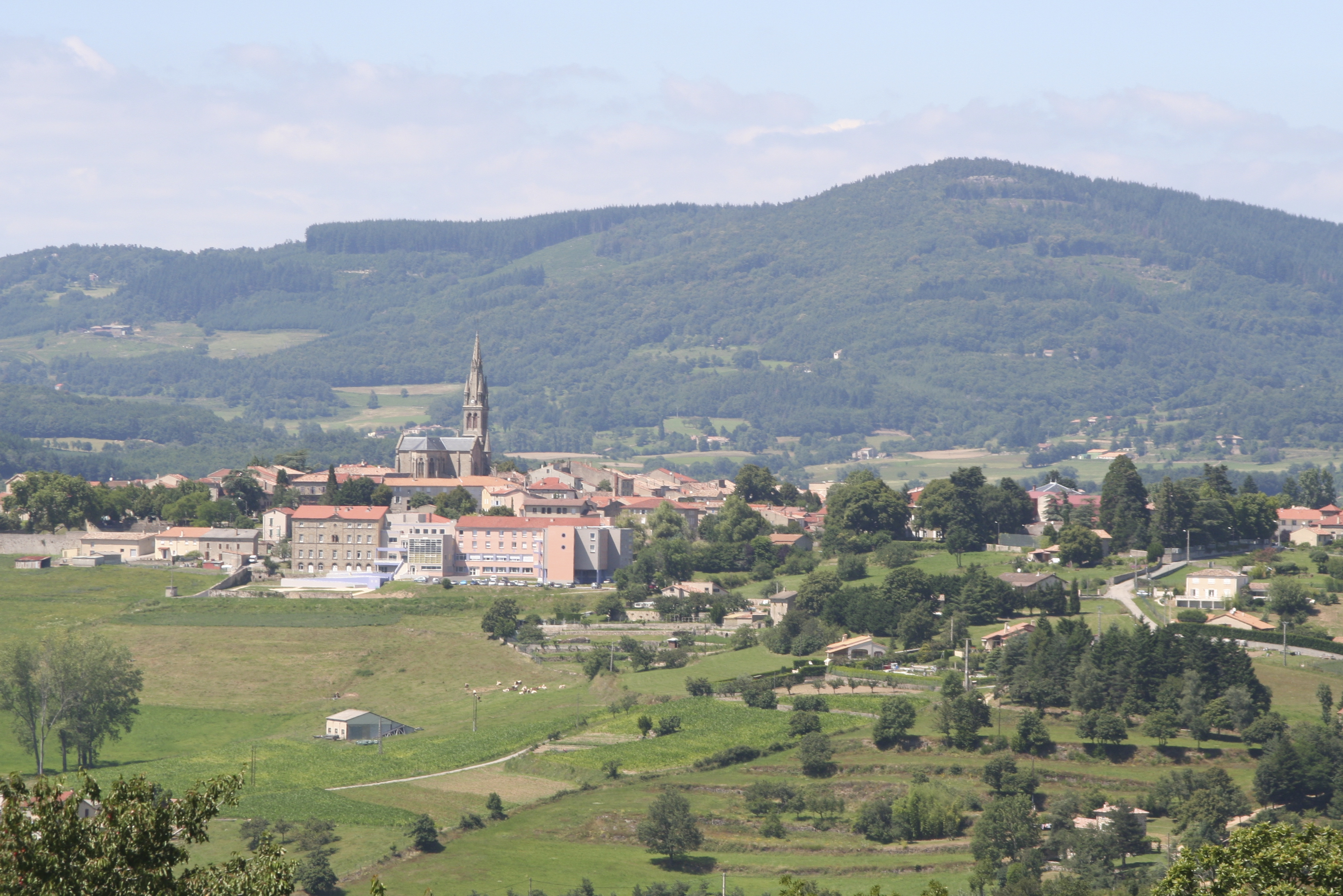
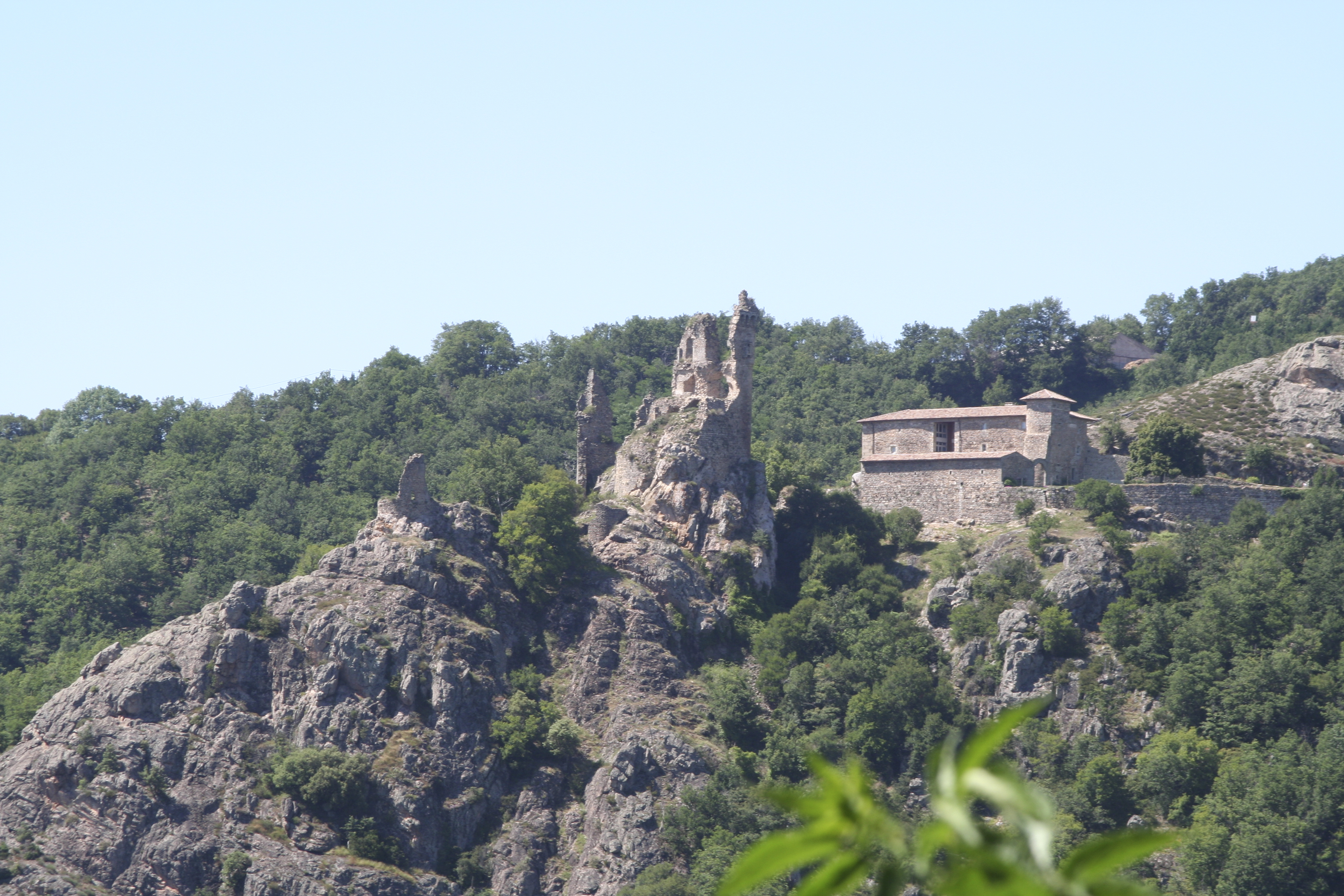